# Alps Ennstal
Els Alps de l'Ennstal (en alemany: Ennstaler Alpen), els Alps de la Vall Enns, són una serralada de muntanyes del sistema dels Alps calcaris del Nord. Es troben principalment als estats d'Àustria d'Estíria i Alta Àustria.
El més famós és la vall de Gesäuse.

## Geografia
La serralada d'Ennstal es defineix per:

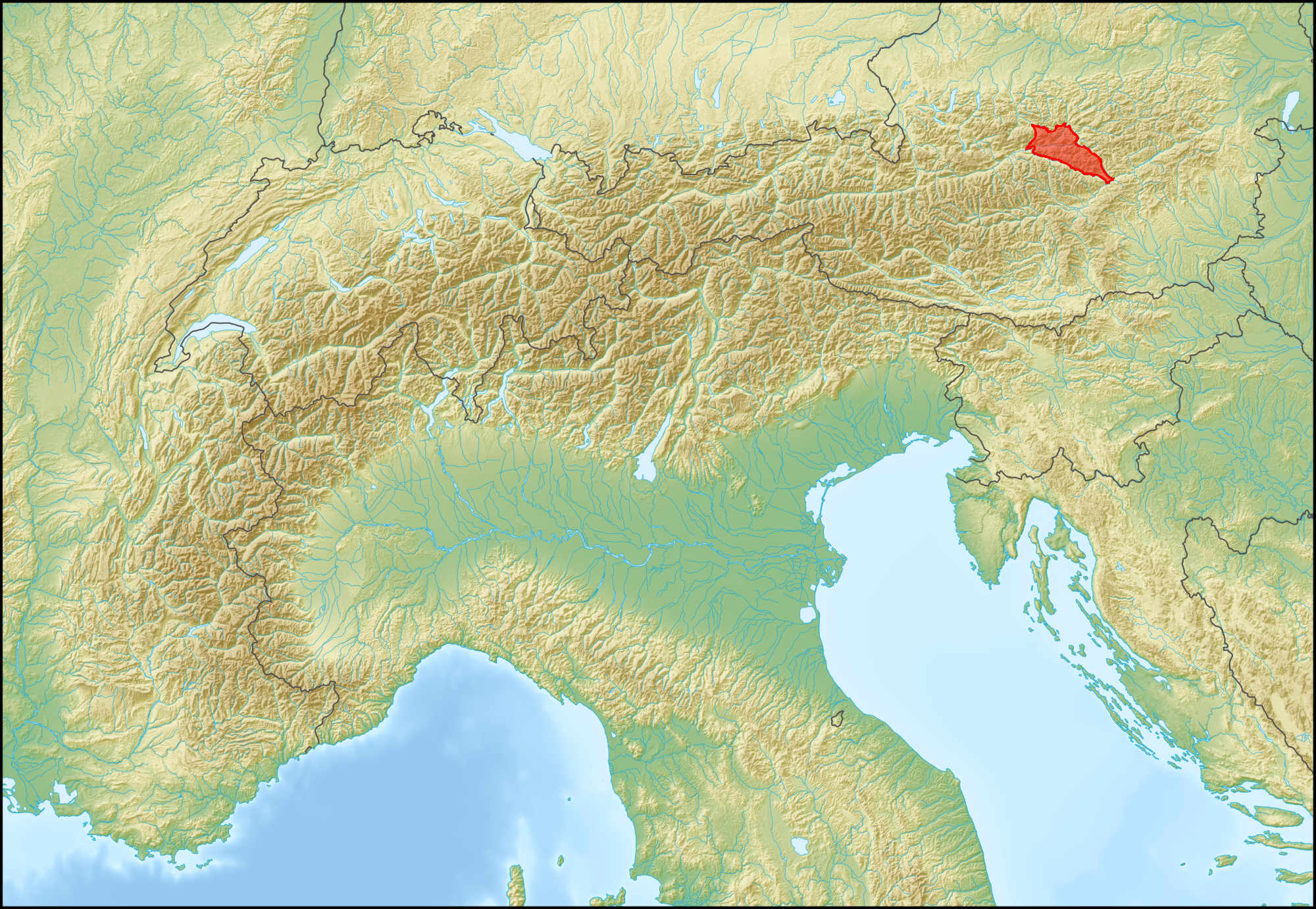
Localització (en vermell)

- l'alineació de Liezen, Pas Pyhrn, i Windischgarsten a l'oest.
- Pas de Hengst i el de Laussabach al nord.
- la línia del riu Enns (des de Altenmarkt bei Sankt Gallen fins a Hieflau), Erzbach i Vordernbergerbach a l'est
- la línia del riu Mur (de Leoben a Sankt Michael a Obersteiermark), Liesing i Palten al sud

### Pics i grups de muntanyes
Els grups de muntanyes inclouen:
- Haller Mauern (cim més alt: Großer Pyhrgas, 2,244 m)
- Muntanyes Gesäuse, incloent el grup Buchstein (2,224 m), Reichenstein (2.251 m) i Grup Hochtor (Hochtor, 2,369 m) i el Lugauer (2,217 m).

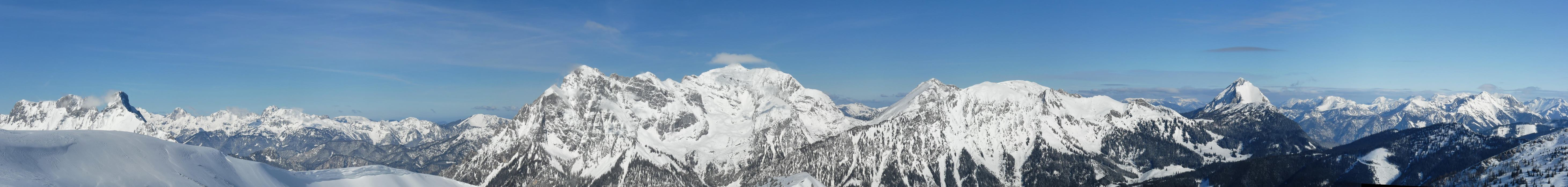
Vista panoràmica delAlps Ennstal.

- Eisenerzer Reichenstein 2,165 m.